# Tage von Porat
Tage Gustaf Henrik von Porat, född 2 juli 1882 i Österåkers socken, Södermanland, död 4 november 1969 i Stockholm, var en svensk försäkringsman.
Tage von Porat var son till komministern Carl Gustaf Virile Emil von Porat. Efter mogenhetsexamen i Stockholm 1901 anställdes han vid Lifförsäkrings AB Thule och fortsatte senare sin utbildning under studieresor i Danmark, Tyskland och Storbritannien. Han utnämndes till chef för Livförsäkrings AB Thules försäkringsavdelning 1918, blev bolagets biträdande direktör 1928 och var dess vice VD 1934–1946. Von Porat var verksam som föreläsare vid utbildningskurser för försäkringstjänstemän och 1912–1915 som fackredaktör i tidskriften Gjallarhornet. Han var ledamot av Svenska livförsäkringsbolags delegation 1938–1946 och var ordförande i Livbolagens statistikkommitté från 1938. Han var ledamot av styrelsen för Serafimerlasarettet 1924–1933 och av Riddarhusdirektionen 1938–1941. Tage von Porat var även intresserad av kommunalpolitiken och var som invald av högern stadsfullmäktige i Stockholm 1921–1935.